# 陳言 (常熟)
陳言（1465年—？），字汝昌，直隸蘇州府常熟縣人，匠籍，明朝政治人物。

## 生平
弘治八年（1495年）乙卯科應天府鄉試第二十五名舉人。弘治九年（1496年）中式丙辰科會試第一百五名，二甲第八十一名進士。官至撫州府知府。

## 家族
曾祖陳德基；祖父陳思恭；父陳克讓。嫡母劉氏；生母周氏。具庆下。弟陳文、陈章、陈京。